# Astrología celta
La astrología celta consiste en el sistema astrológico practicado por los antiguos celtas, la astrología celta se rige por la naturaleza que son: los árboles que en total dividieron el calendario en 21 especies de árbolesy también dividieron el año en 13 especies distintas de animales, ya que era un modo de explicar la conexión que tenía el ser humano con la naturaleza.

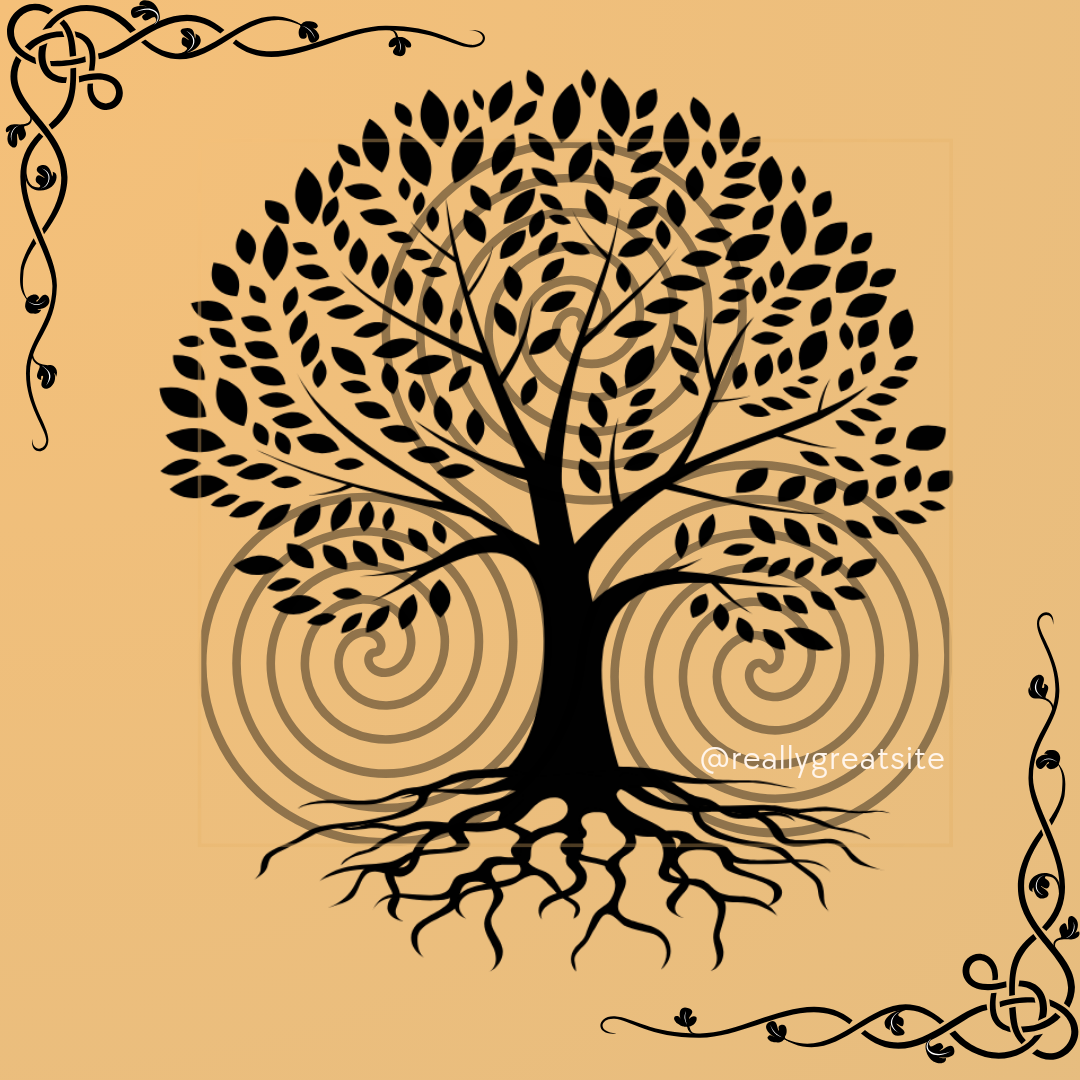

El término «astrología celta» también se ha usado con inexactitud para referirse al calendario de árbol inventado por el escritor británico Robert Graves (1895-1985), el cual se inspiró en su superficial estudio del guion Ogham. Graves detalla el sistema en su poético ensayo La diosa blanca (1946).
Aunque algunos autores modernos lo han popularizado como el «Calendario de árbol de Graves», no tiene relación alguna con ningún calendario celta histórico.